# Бой в Корейском проливе
Бой в Коре́йском проли́ве — морской бой русско-японской войны. Состоялся 1 августа (14 августа) 1904 между тремя броненосными крейсерами русского Владивостокского отряда крейсеров под командованием контр-адмирала К. П. Иессена и японским 3-м боевым отрядом из 4 броненосных и 2 бронепалубных крейсеров под командованием вице-адмирала Хиконодзё Камимуры. Закончился потоплением одного из русских крейсеров («Рюрик»).
Известен также как Бой в Японском море или Бой у Ульсана.

## Ситуация перед боем
В 8:30 28 июля эскадра контр-адмирала Витгефта вышла из Порт-Артура (см. Бой в Жёлтом море). Извещение об этом было получено во Владивостоке в 4 часа дня 29 июля, причем для адмирала Скрыдлова явилась полной неожиданностью телеграмма главнокомандующего, посланная из Мукдена в 2 часа дня 29 июля (часы показаны по Владивостокскому времени), такого содержания: «Эскадра вышла в море, сражается с неприятелем. Вышлите крейсера Корейский пролив».

Неопределённость обстановки, как она представлялась адмиралу Скрыдлову, отразилась на содержании инструкции, данной им начальнику отряда контр-адмиралу Иессену, содержащей излишне детальные указания. Цель посылки отряда определялась словами «следовать на соединение и на помощь Витгефту». Далее приводились очень подробные соображения о месте наиболее вероятной встречи отряда с эскадрой адмирала Витгефта — в Японском море, к северу от параллели Пусана — и, наконец, давались следующие приказания 
Поэтому, не имея оснований встретить Витгефта к югу от Корейского пролива, вы, в случае, если не встретите его до параллели Фузана далее к югу идти не должны. К параллели Фузана следует подойти рано утром и крейсировать на этой параллели на пути судов, идущих на север, до 3-4 часов дня, после чего полным, 15-17 узл. ходом возвращаться во Владивосток. Если около Фузана усмотрите эскадру адмирала Камимуры, то, не вступая с ней в бой, отвлекать её на север в погоню за собой.

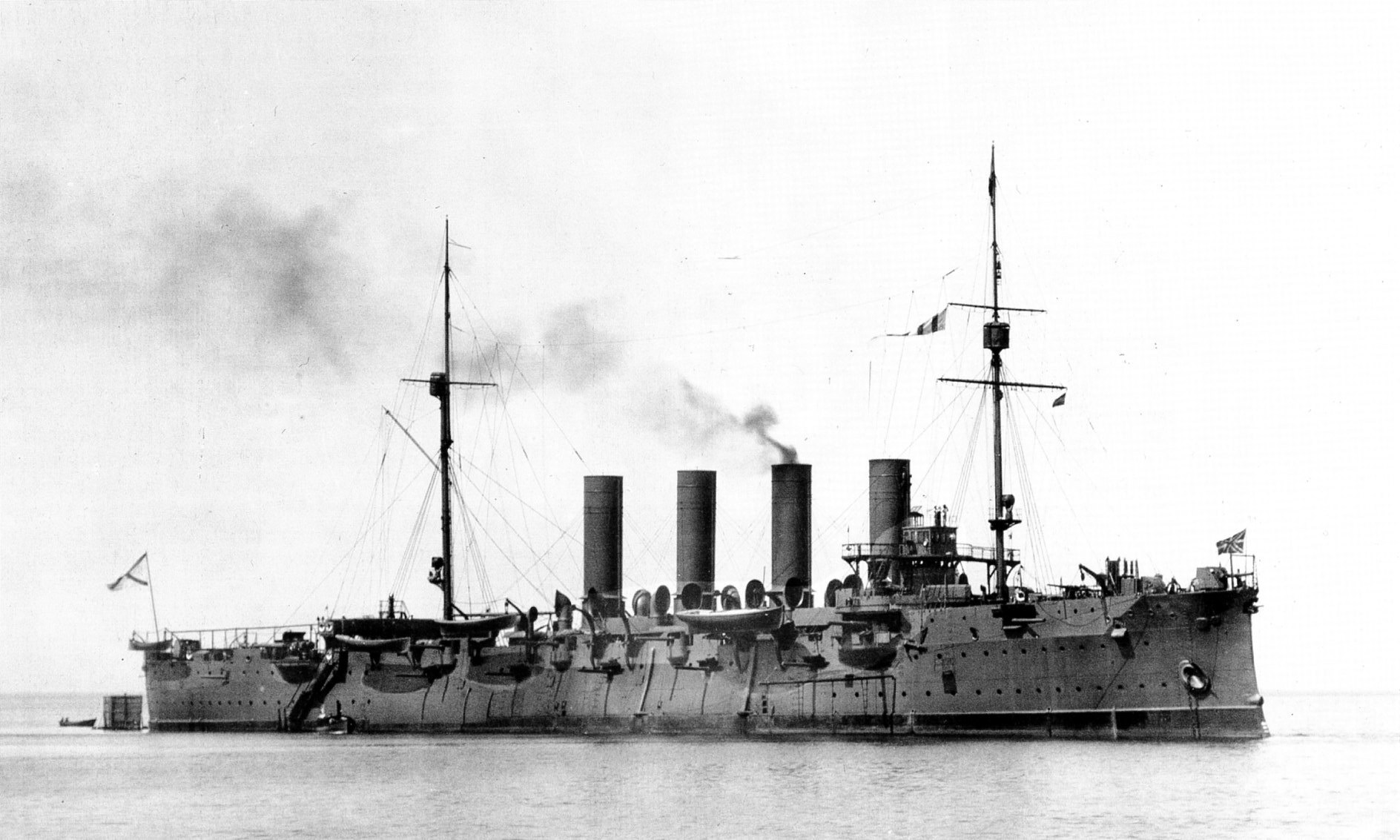
Крейсер «Россия».

В 1-м часу ночи 30 июля во Владивостоке была получена вторая телеграмма наместника, в которой сообщалось, что Витгефт вышел из Порт-Артура в 8 ч утра 28 июля и имел предписание идти во Владивосток. Копия этой телеграммы была передана контр-адмиралу Иессену в дополнение к полученной им уже инструкции. Основная ошибка последней — приказание подходить к параллели Фузана рано утром, так как это в значительной мере противоречило целям, поставленным отряду, и связывало свободу его действий. Места встречи отряда крейсеров с Порт-Артурской эскадрой, очевидно, нельзя было предусмотреть из Владивостока, все зависело от хода сражения с неприятелем. Зато встреча с неприятелем при подходе к корейскому проливу была более чем вероятна, так как японцы во всяком случае, должны были выставить заслон против отряда владивостокских крейсеров, и в этом предположении выгоднее всего было бы подойти к Корейскому проливу после полудня, чтобы российский отряд увидел неприятеля, находясь от него к северу, и в случае преследования имел больше шансов уйти от него на север с наступлением темноты.

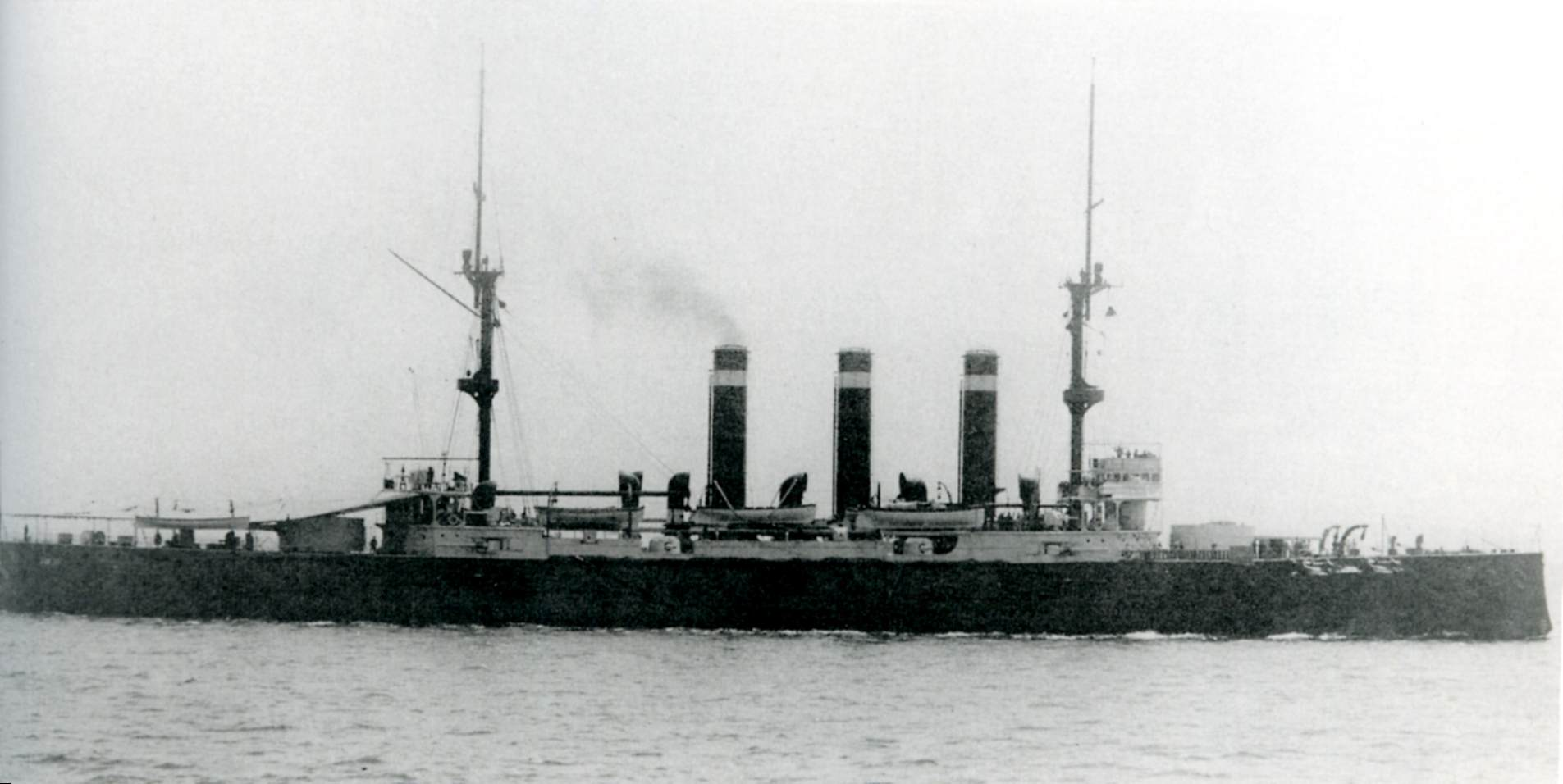
Идзумо в 1903 году

28 июля адм. Камимура находился в Одзаки на острове Цусима и в 5 часов получил от адмирала Того сообщение о бое его с Витгефтом и приказание идти к островам Росса, что он и выполнил с 3-м боевым отрядом (4 броненосных крейсера: «Идзумо», «Адзума», «Токива» и «Ивате»). Утром 30 июля, находясь в назначенном ему месте он получил приказание вернуться в Корейский пролив, и уведомление, что «Аскольд», «Новик», «Паллада» (за последний ошибочно приняли броненосец «Цесаревич») и несколько миноносцев прорвали блокаду. Задача Камимуры состояла в том, чтобы не пропустить эти корабли на север, если бы они пошли Корейским проливом и преградить путь с севера отряду Владивостокских крейсеров.
31 июля на рассвете он вошёл в восточный канал корейского пролива. Эскадру свою он расположил так: 2-й боевой отряд крейсеров крейсировал между меридианами 130° и 130°10' восточной долготы к югу от параллели 35°40' северной широты. Между этими же меридианами, на параллели 35°, т.е при входе с севера в восточный канал находились крейсера «Нанива» и «Такачихо», а южнее их авизо «Тихая» и крейсер «Цусима», под общим началом вице-адмирала Уриу. У южной оконечности острова Цусима находился крейсер «Ниитака». Кроме того, в восточном и западном каналах находилось по отряду миноносцев, в первом — 9-й отряд у о. Окиносима, и во втором — 19-й отряд у о. Одорисима. В районе Корейского пролива находились в разных местах и могли быть вызваны ещё 5 отрядов миноносцев. Таким образом, отряду Иессена была подготовлена ловушка.
Иессен, с крейсерами «Россия», «Громобой» и «Рюрик» вышел из Владивостока в 6 ч утра 30 июля и был на параллели Пусана рано утром в 4 часа 35 минут. Русские крейсера прошли мимо Камимуры, не заметив его, и тот оказался на пути их отступления. Кроме того, на кораблях русского флота недостаточно хорошо были скрыты огни. Японцы в 1 ч. 30 мин. находясь в сев. шир. 35°40' и вост. долг. 130°10' повернули на юг, а в 4 ч 35 м увидели по носу с левого борта огонь, и через 20 минут, когда начало рассветать, они сквозь утреннюю мглу различили неясные очертания 3 судов Владивостокской эскадры. Придя на параллель Пусана, Иессен в 4 ч 40 м повернул на запад и через несколько минут увидел справа по борту шедший ему на пересечку отряд Камимуры. Бой был неизбежен.

## Соотношение сил[2]
| Название судов   | Водоизмещение в тн. | Число орудий | Число орудий | Число орудий | Число орудий | Бортовой залп | Бортовой залп | Бортовой залп | Бортовой залп |
| ---------------- | ------------------- | ------------ | ------------ | ------------ | ------------ | ------------- | ------------- | ------------- | ------------- |
| Название судов   | Водоизмещение в тн. | 8"           | 6"           | 4,7"         | 3"           | 8"            | 6"            | 4,7"          | 3"            |
| Россия           | 12 195              | 4            | 16           | —            | 12           | 2             | 7             | —             | 6             |
| Громобой         | 12 455              | 4            | 16           | —            | 24           | 2             | 7             | —             | 12            |
| Рюрик            | 11 690              | 4            | 16           | 6            | —            | 2             | 8             | 3             | —             |
| Итого            | 36 340              | 12           | 48           | 6            | 36           | 6             | 22            | 3             | 18            |
| японская эскадра |                     |              |              |              |              |               |               |               |               |
| Идзумо           | 9800                | 4            | 14           | —            | 12           | 4             | 7             | —             | 6             |
| Адзума           | 9460                | 4            | 12           | —            | 12           | 4             | 6             | —             | 6             |
| Токива           | 9755                | 4            | 14           | —            | 12           | 4             | 7             | —             | 6             |
| Ивате            | 9800                | 4            | 14           | —            | 12           | 4             | 7             | —             | 6             |
| Итого            | 38 813              | 16           | 54           | —            | 48           | 16            | 27            | —             | 24            |

Японцы превосходили русский отряд в числе крупных орудий. Но главное их преимущество было в более рациональном бронировании и расположении 8" пушек. Они имели броневой пояс по всей ватерлинии, над ним второй пояс, а 8" пушки были расположены в башнях, что давало им гораздо лучшую защиту и позволяло обратить все 8" пушки на любой борт. Таким образом, против шести русских 8" орудий японцы могли действовать шестнадцатью. Однако в случае кильватерного боя Против 6 кормовых 8"орудий русской эскадры, японцы имели 8 8", расположенных в носовых башнях, однако на один борт у русских могли действовать только 3. Длина японских орудий была 45 калибров против 45 калибров у русских (за исключением устаревших пушек «Рюрика» длиной 35 калибров). Японские пушки были тяжелее (16,8 т против 12,1 т у русского флота), соответственно, могли стрелять более тяжёлым зарядом пороха, а как следствие, имели бо́льшую начальную скорость при более тяжёлых снарядах.
С точки зрения бронирования японским крейсерам соответствовал только «Громобой», но и он был защищён лишь одним броневым поясом, прикрывавшим только середину корабля. Остальные же два русских крейсера было бы неправильно даже считать броненосными, поскольку их ватерлиния не была защищена полностью, а артиллерия вовсе не имела броневой защиты. На «Рюрике» руль не был прикрыт даже броневой палубой.

## Бой

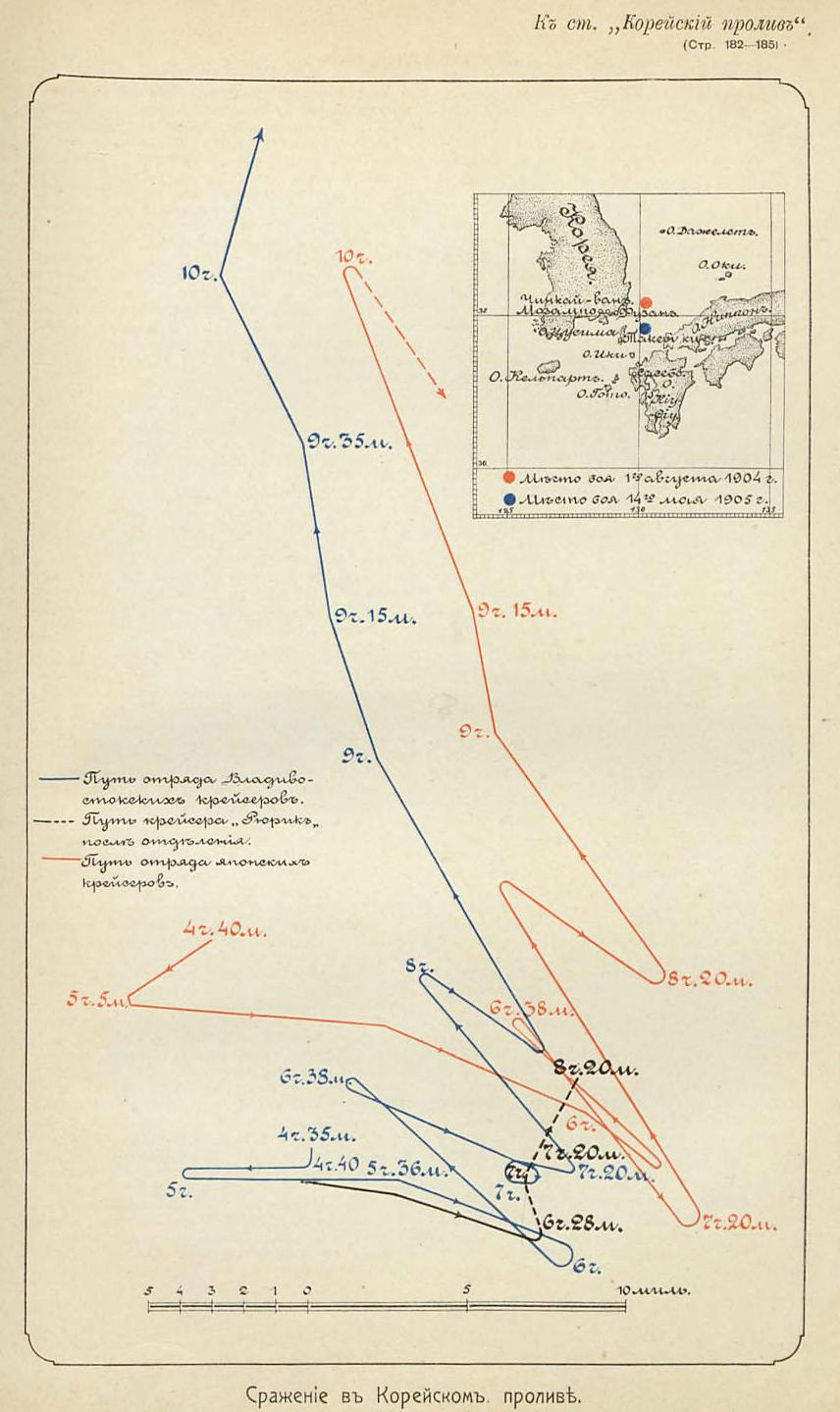
Схема боя в Корейском проливе.

Русским крейсерам был выгоден бой на коротких дистанциях. Кроме того, русскому отряду нужно было прорваться во Владивосток, увлекая за собой противника. Соответственно, наиболее выгодным был курс на северо-восток, то есть прямо на Владивосток. В таком случае русские быстро сблизились бы с противником, а в случае уклонения противника от боя, оказались бы относительно японского отряда со стороны солнца, получив тем самым значительное преимущество, поскольку солнце было на всходе, а небо было безоблачно. Тем не менее, в 5 ч. утра русские крейсера повернули последовательно на 16 румбов и взяли курс на восток, а в 5 ч. 36 мин. уклонились ещё на 20 румбов вправо. Тем самым Иессен подставил колонну под анфиладный огонь противника при медленно изменявшейся дистанции, то есть создал для неприятельской артиллерии наилучшие условия для поражения наиболее уязвимых мест русских кораблей.
Японцы открыли огонь в 5 ч. 23 мин., «Россия» и «Громобой» открыли ответный огонь по «Ивате» и «Адзуме» из орудий левого борта. Один из первых снарядов, попавших в «Ивате», разорвался в батарее крейсера, выведя из строя три 6" и одно 3" орудие.
В самом начале боя на «Рюрике», который шел концевым, был убит старший офицер и тяжело ранен командир капитан 1-го ранга Е. А. Трусов, возник сильный пожар, разбиты рулевые приводы в боевой рубке и на заднем мостике. Управление крейсером пришлось перенести в рулевое отделение, но из-за подводных пробоин в кормовой части крейсер сел кормой — пришлось отказаться от управления рулем, и крейсер стал управляться машинами. «Рюрик» уже не мог держаться в строю и начал отставать.

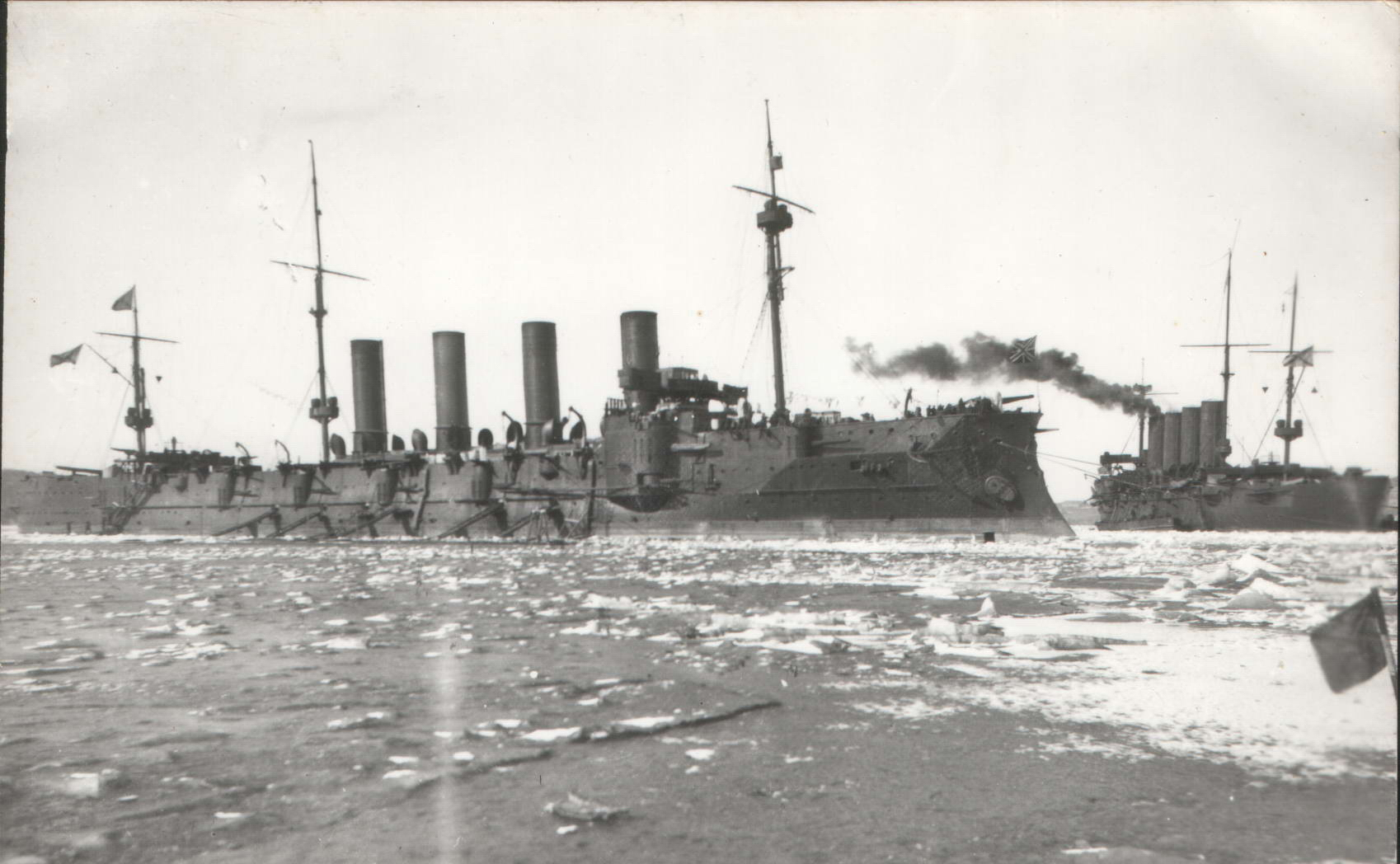
Крейсер «Громобой»

В 5 ч. 55 мин. Иессен, имея намерение прорваться на север, повернул к корейскому берегу, но опять не по направлению к неприятелю, а от него, тем самым снова подставив «Рюрик» под огонь противника. Вследствие новых повреждений «Рюрик» перестал слушаться машин и начал описывать циркуляцию вправо. В 6 ч. 33 мин. русскому отряду пришлось вновь повернуть, чтобы прикрыть потерявший ход крейсер от сосредоточенного огня японцев.
Начиная с 5 ч. 30 мин., к месту боя начали подходить вызванные Камимурой по радио корабли «Нанива», «Такачихо» и «Чихайя» из отряда Уриу. Крейсера «Цусима» и «Ниитака» с миноносцами, также спешившие к месту боя, всё ещё были за горизонтом. Уриу, располагавший небронированными кораблями, открыл огонь с дальней дистанции, который никакого влияния на ход боя не оказал.

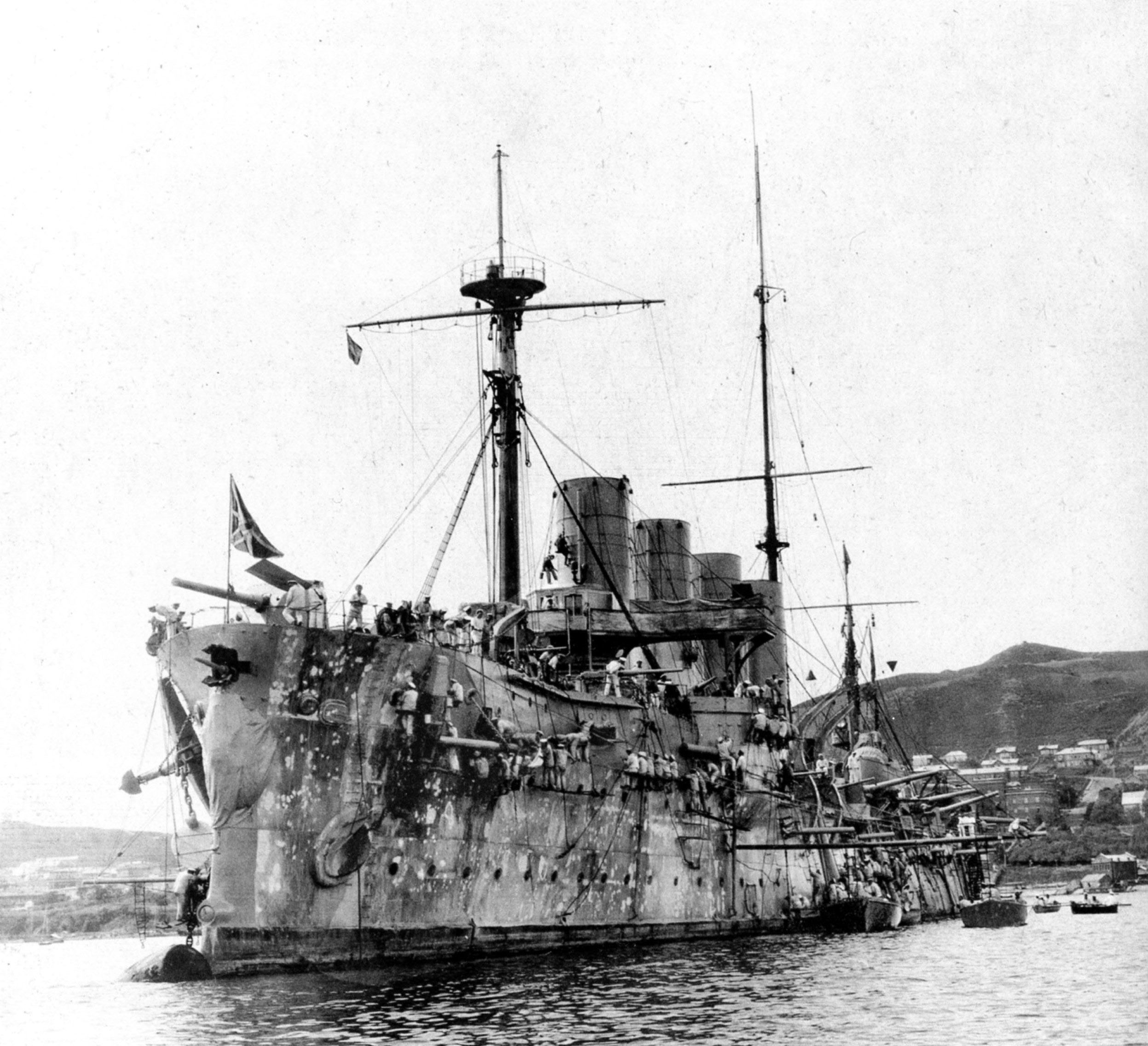
Повреждённый крейсер «Россия» во Владивостоке после боя

Иессен продолжал маневрировать, пытаясь прикрыть «Рюрика». Положение «России» и «Громобоя» тоже было крайне тяжелым. Солнце слепило комендорам глаза, а японцы, пристрелявшись по почти неподвижному «Рюрику», осыпали снарядами и оба других крейсера. Иессен принял решение вернуть отряду свободу маневрирования и увлечь за собой главные силы противника в надежде, что «Рюрик» сможет отбиться от крейсеров 2-го класса. В 8 ч 20 мин. адмирал просигналил «Рюрику» приказ «Идти во Владивосток». «Россия» и «Громобой» рванулись на север, и за ними последовал весь отряд Камимуры. Следуя параллельным курсом, японские крейсера продолжали пользоваться преимуществом в меткости, имея за спиной солнце. На исходе 10-го часа Камимура получил донесение, что на крейсере «Идзуми» заканчиваются снаряды. Видя, что неприятель, несмотря на ослабевший огонь, не потерял скорости хода, Камимура принял решение прекратить преследование русского отряда и в 10 ч. 4 мин., повернув вправо, лег на обратный курс с целью добить «Рюрика». Манёвр Камимуры оказался совершенно неожиданным для Иессена, однако последний не счел возможным продолжать бой и ушел во Владивосток, основываясь на том, что крейсера получили тяжелые повреждения и лишились до половины офицеров и до четверти нижних чинов.

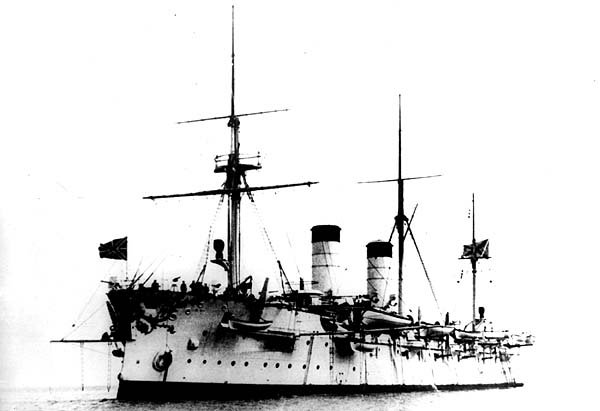
Крейсер «Рюрик»

Оставшийся в одиночестве «Рюрик», которым к тому моменту командовал вахтенный офицер лейтенант К. П. Иванов XIII, находился в отчаянном положении. Даже «Нанива» и «Такачихо» могли безопасно расстреливать потерявший ход крейсер, заняв позиции вне углов обстрела его немногих уцелевших орудий. Вскоре ответный огонь «Рюрика» полностью прекратился. Выпущенная из единственного неповрежденного минного аппарата торпеда в Идзумо не достигла цели. Все офицеры были убиты или ранены. Лейтенант Иванов был трижды ранен и дважды контужен. Из 800 человек команды около 200 человек было убито, и 278 ранено. Когда на севере показались возвращающиеся крейсера Камимуры, а с юга подошли 3 крейсера 3-го класса и 5 миноносцев, Иванов приказал затопить «Рюрик». Поскольку все штатные плавстредства были уничтожены, команда спасалась с помощью матрасов, поясов и обломков дерева. В конце 12-го часа (по свидетельствам японцев в 10 ч. 42 мин.) крейсер затонул, а оставшиеся в живых члены команды были подобраны японскими судами.
3 августа «Россия» и «Громобой» вернулись во Владивосток. На крейсере «Россия» было убито 1 офицер и 46 нижних чинов, ранено 5 офицеров и 156 нижних чинов; на крейсере «Громобой» было убито 4 офицера и 87 нижних чинов, ранено 5 офицеров и 177 нижних чинов.  
На «России» оставалось 3 вполне исправных и 6 частично исправных орудия главного калибра, на «Громобое» были выведены из строя 2 орудия главного калибра. На «России» имелось 11 пробоин в районе ватерлинии, повреждены все дымовые трубы, разбиты все 6 прожекторов, повреждены мачты, повреждены торпедные аппараты, выведены из строя 3 котла. На «Громобое» имелось 6 пробоин в корпусе, разбиты рефрижератор и одна из дымовых труб, разбито 4 прожектора. Повреждения в корпусе не требовали ввода кораблей в док.
В ходе боя «Россия» расстреляла 1109 снарядов, «Громобой» — 2142 снаряда.
По официальным японским данным, на кораблях Камимуры было 44 убитых и 71 раненый. Из них самым пострадавшим оказался «Ивате», где одним русским снарядом, попавшим в орудийный каземат и вызвавшим детонацию боеприпасов с выходом из строя сразу 4-х орудий было убито 39 человек и ранено 37. Флагманский корабль Камимуры «Идзумо» получил до 20 пробоин, на нём было 3 убитых и 6 раненых. Крейсер «Адзума» получил 10 попаданий, имел 8 раненых. На крейсере «Нанива» — 2 убитых и 4 раненых, на «Такачихо» — 13 раненых, на «Такива» — 3 раненых.
За этот бой контр-адмирал К. П. Иессен награждён орденом Святого Георгия IV степени и зачислен в императорскую свиту (11.8.1904).